# Infarkt (album)
Infarkt je album skupine Atomsko sklonište objavljen 1978. godine.

## Popis pjesama
1. Na proplanku čeka cvijet
2. Na kraju stoljeća
3. Infarkt
4. Rađaju se nova djeca
5. Bez kaputa
6. Djevojka broj 8
7. Pakleni vozači
8. Zvao sam i miliciju
9. Periferni vremeplov
10. Oni što dolaze za nama

## Članovi grupe
- Sergio Blažić Đoser, vokalni solist
- Dragan Gužvan, gitara
- Paul Bilandžić, orgulje i vokal
- Saša Dadić, bubnjevi
- Bruno Langer, bas-gitara i vokal
- Boško B. Obradović, recitacija